# 达赖亚
达赖亚（阿拉伯语：‎，羅馬化：Dārayyā），又譯德拉雅，是敘利亞大马士革农村省达赖亚区的城鎮，位於該國西南部，距離首都大馬士革約10公里，海拔高度689米，2007年人口75,134，大部分居民信奉馬龍尼禮教會。
2011年叙利亚内战爆發，2012年起，达赖亚被反政府武裝分子長期佔據，直至2016年8月武裝分子與政府軍達成協議，歷時4年的圍城結束，由政府軍重新控制。